# 台灣護聖宮
24°04′09″N 120°23′41″E / 24.0692436°N 120.3947071°E
台灣護聖宮，俗稱玻璃媽祖廟、是位於臺灣彰化縣鹿港鎮彰濱鹿港產業園區臺灣玻璃館的媽祖廟，2012年落成，大量使用玻璃為建材。

## 由來
2007年8月6日，台明將企業公司總經理林肇睢在太陽電台「非常來賓」節目中宣布將在台灣玻璃館設立以玻璃為主體的媽祖廟。2008年4月20日，林肇睢與建築師張啟良、室內設計師黃雅鍾等人討論台灣護聖宮在該年6月建廟事宜。
施工有六十六家廠商投入，如金潔明玻璃加工、芳燦五金、陳氏神龕水刀切割、台藝彩繪內裝等。施工耗資原估計新臺幣七千萬元，後耗資一億二千萬元。2011年10月5日，啟用夜景燈。2012年3月31日，總統馬英九主持入火安座儀式。

## 建築

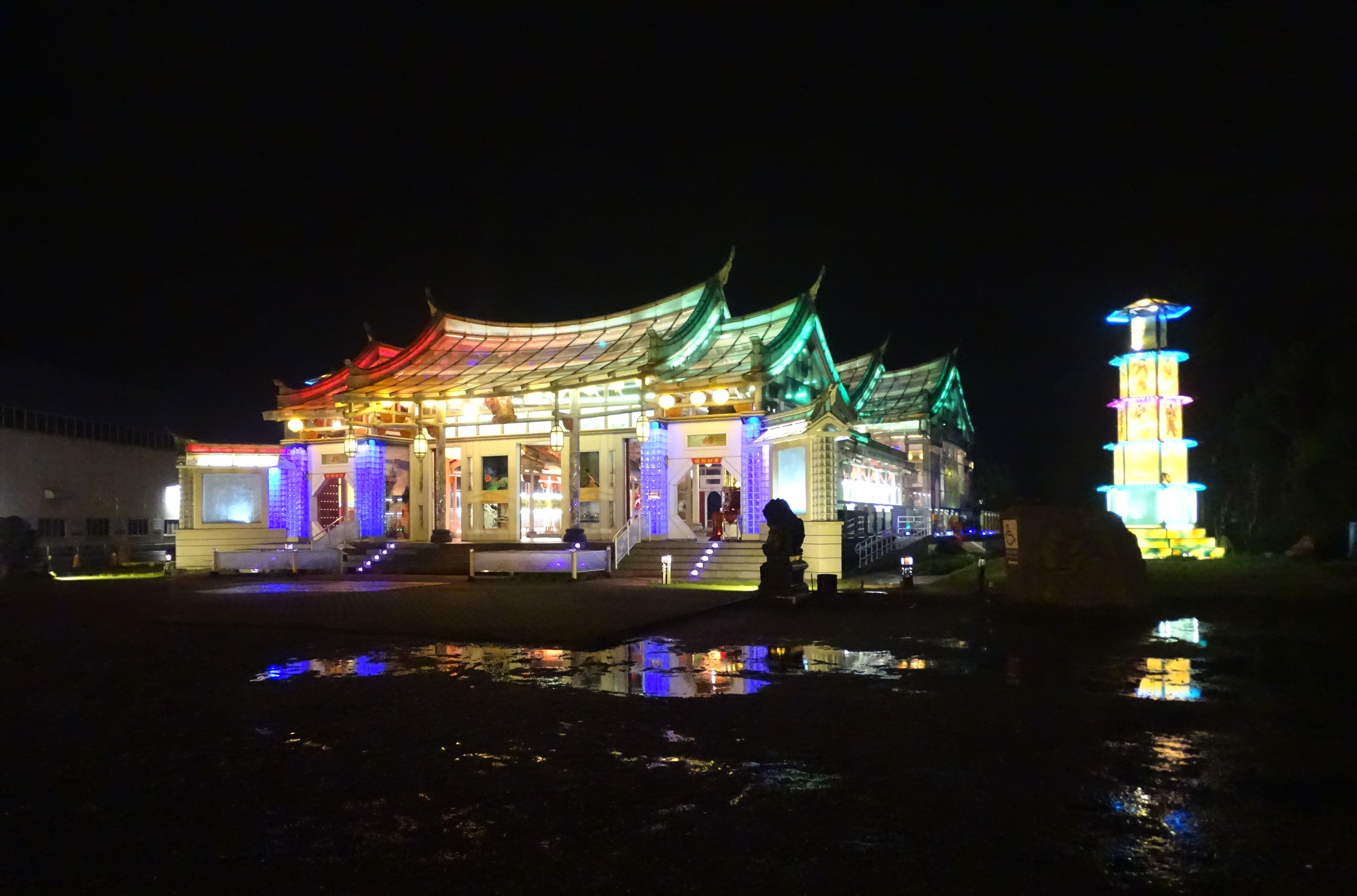
玻璃媽祖廟夜景

林肇睢曾擔任鹿港天后宮三年的主委。台灣護聖宮外貌便以鹿港天后宮為範本。面積占三百多坪。鋼構為安全主樑，其餘牆面、屋頂皆是玻璃 。施工為將七萬片隔熱安全玻璃，先以水刀、雷射作切割，再烤彎用強力膠黏合。夜景燈可使廟身透出金色、紫色、青色等不同色調光線。祭品裝祀採玻璃製作的金紙、水果、花卉。內部的神龕是以玻璃堆疊出玉山樣貌，藻井則是木雕作品。
2016年2月5日，廟埕鋪設十噸的彩色琉璃珠，以搭配夜景燈變化。

## 祭祀

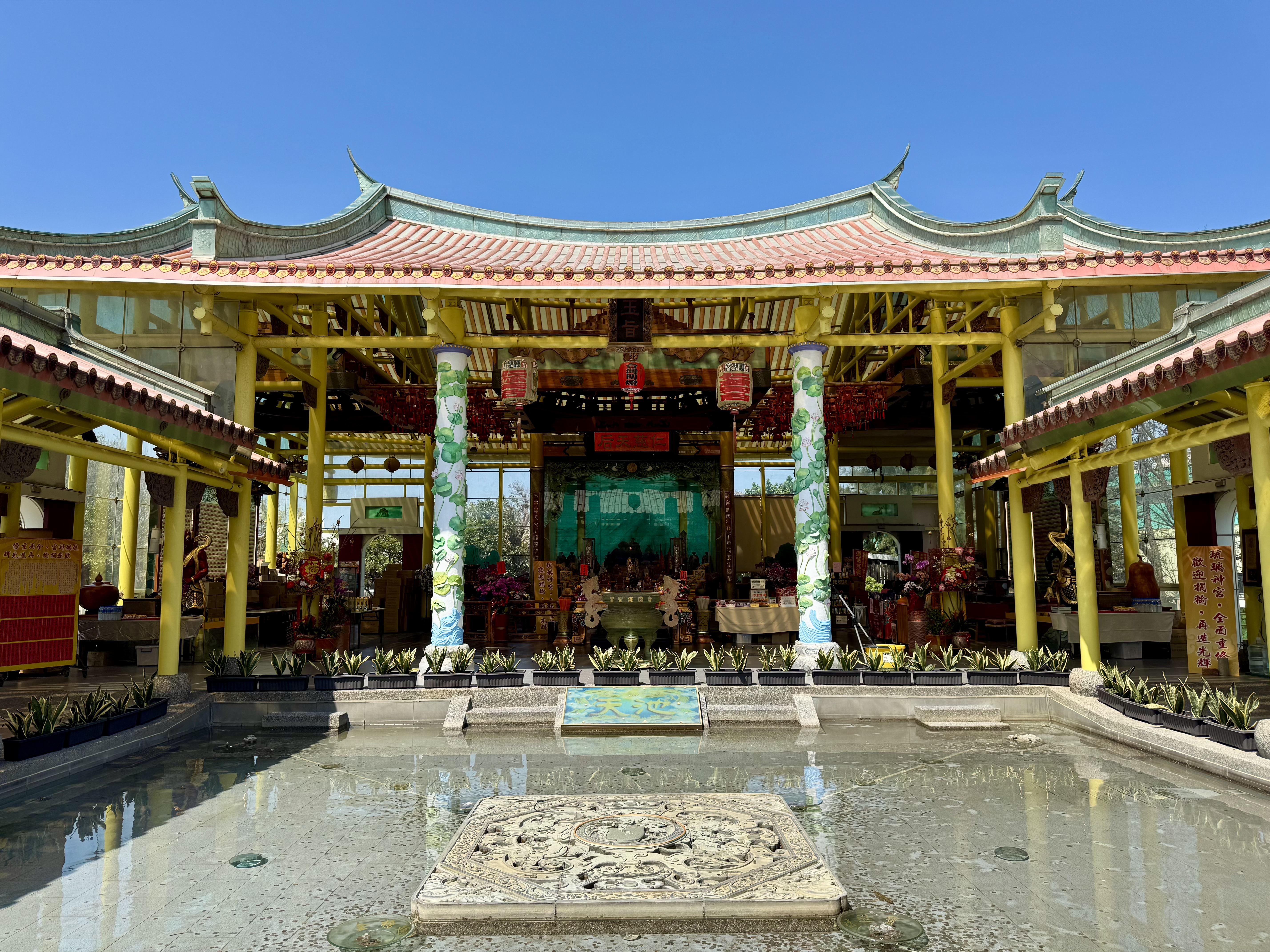
玻璃媽祖廟主殿

除以神銜為「普濟群生．仁慈天后」的媽祖為主祀外，副祀觀音菩薩、吳府王爺、鹿港南方土地公、太極元帥等。廟內只有一座香爐，無燒紙錢與放鞭炮。

## 外部連結
- 官方网站
- 台灣護聖宮的Facebook專頁